# Bodocó
Bodocó est une municipalité brésilienne située dans l'État du Pernambouc.